# Магомедов, Магомед Гусейнович
Магомед Гусейнович Магомедов (10 января 1988, Махачкала, Дагестанская АССР, РСФСР, СССР) — российский тайбоксер и кикбоксёр, чемпион России по тайскому боксу и кикбоксингу, бронзовый призёр чемпионата мира по тайскому боксу. Мастер спорта России международного класса по тайскому боксу. Мастер спорта России по кикбоксингу.

## Спортивная карьера
Тайским боксом занимается с 1999 года. Является воспитанником махачкалинского ДГЦБИ и школы «Скорпион», занимался под руководством Абдулнасыра Меджидова и Зайналбека Зайналбекова. Серебряный призер чемпионата мира по тайскому боксу 2006 года. Двухкратный кратный чемпион России по кикбоксингу К-1. Трёхкратный чемпион России по тайскому боксу. С 2009 году работает тренером. Тренирует тайский бокс в центральном зале спортивной федерация бокса Санкт-Петербурга.

## Достижения
- Чемпионат мира по тайскому боксу 2006 — ;

## Личная жизнь
В 2005 году окончил среднюю школу № 46 в Махачкале. Окончил дагестанский филиал Российского государственного университета туризма и сервиса.